# 一官黨
一官黨是小說《鄭芝龍大傳》中，由鄭芝龍組織的武裝商業集團，係一虛構的組織，而非歷史上實際存在的團體。
根據書中描述，一官黨狹義上是鄭芝龍家族的貿易船隊，廣義上是鄭芝龍整個政商軍複合集團的總稱，其下有山五商和海五商（貿易公司）、鄭家軍（私人部隊），以及洪門天地會（情報單位）。

## 發展

### 前期
一官黨是單純的貿易船隊，經營日明東南亞貿易，此外還經營令旗事業（海上保全），在日本華僑僑界領李旦領導時，鄭芝龍是二十八位兄弟會成員之一，而在成員中年齡最小；至1625年起，鄭芝龍結拜兄弟共18位海商（即十八芝），奉鄭芝龍為領袖。

### 中期
鄭芝龍這時期暫離一官黨，到台灣加入顏思齊的專業海盜團隊，而後更而掌握其大權，最後在解散的時候，部份人繼續跟鄭芝龍，這是鄭芝龍自家水師的核心。

### 後期
1628年鄭芝龍接受明朝朝廷招安，十八芝分裂為：「擁護朝廷（鄭芝龍）」及「反朝廷」，從此開始鄭芝龍緝捕走私（也捉拿昔日拜把兄弟）；他還曾經上公文給朝廷「鄭芝龍緝捕鄭一官到案」，凸顯自己已金盆洗手。
軍隊方面除了擴展原來自家的水師以外，還開始有了陸軍，不過由於官方給的資源不足，鄭家的軍隊型態上還是私人軍隊的味道濃厚，作用是維護自身貿易利益也維持地方及海上治安，一官黨的貿易收入又回過頭來養部隊，與朝廷的關係近似現代所謂的外包，鄭家的軍隊嚴格來說並非朝廷的直屬。
後來這個集團給鄭成功接手後，貿易組織的部份發展的更加緻密，軍隊部份鄭家各親屬所屬的部隊被鄭成功有效的統一。